# Toichi Suzuki
Pour les articles homonymes, voir Suzuki (homonymie).
Toichi Suzuki (鈴木 冬一, Suzuki Tōichi), né le 30 mai 2000 à Higashiōsaka au Japon, est un footballeur japonais. Il évolue au poste d'ailier gauche au Yokohama F. Marinos.

## Biographie

### En club
Né à Higashiōsaka au Japon, Toichi Suzuki est formé par le Cerezo Osaka.
En février 2019 il rejoint le Shonan Bellmare en provenance de l'Institut de Nagasaki. Le transfert est annoncé en octobre 2018. Il joue son premier match en professionnel le 6 mars 2019, lors d'une rencontre de coupe de la Ligue japonaise perdue face au V-Varen Nagasaki (2-1). Trois jours plus tard il participe à son premier match de J. League 1, lors de la troisième journée de la saison 2019 contre le Kashima Antlers. Il entre en jeu ce jour-là à la place de Kosuke Taketomi, et son équipe est battue sur le score de un à zéro. C'est aussi contre le V-Varen Nagasaki qu'il inscrit son premier but en professionnel, donnant la victoire à son équipe le 8 mai 2019 en coupe de la Ligue japonaise (1-0).
Le 13 janvier 2020, Toichi Suzuki rejoint la Suisse en s'engageant avec le FC Lausanne-Sport,. Il joue son premier match sous ses nouvelles couleurs le 23 janvier 2021 contre le FC Sion, en championnat. Il entre en jeu et son équipe s'incline par un but à zéro.
Suzuki fait son retour au Japon en janvier 2024, signant en faveur du Kyoto Sanga. Le transfert est annoncé le 28 décembre 2023.
Le 27 décembre 2024, le Yokohama F. Marinos officialise le transfert de Toichi Suzuki. Le joueur rejoint son nouveau club en janvier 2025 après un an passé au Kyoto Sanga FC.

### En équipe nationale
Toichi Suzuki est sélectionné avec l'équipe du Japon des moins de 17 ans pour participer à la coupe du monde des moins de 17 ans en 2017. Il se fait remarquer dès le premier match en marquant un but contre le Honduras, contre qui son équipe s'impose (1-6) et prend part aux quatre matchs de son équipe, qui s'incline face à l'Angleterre en huitième de finale.
Avec les moins de 18 ans il joue deux matchs en juin 2018.
Avec l'équipe du Japon des moins de 20 ans, Toichi Suzuki participe à la Coupe du monde des moins de 20 ans en 2019. Lors de cette compétition organisée en Pologne, il joue trois matchs, dont deux comme titulaire. Le Japon est éliminé en huitièmes de finale par la Corée du Sud, futur finaliste de la compétition.